# 1962年法國立法選舉
1962年法國立法選舉在1962年11月18日和25日舉行，選舉法蘭西第五共和國的第二屆國民議會成員。新共和國聯盟在這次選舉獲得206個議席，雖然維持了最大黨派地位，但席次數有所減少。成為最大黨派。喬治·蓬皮杜在選舉後繼續擔任法國總理。